# Kaasiku (Kernu)
Kaasiku – wieś w Estonii, w prowincji Harju, w gminie Kernu.